# Liste der Monuments historiques in Carignan-de-Bordeaux
Die Liste der Monuments historiques in Carignan-de-Bordeaux führt die Monuments historiques in der französischen Gemeinde Carignan-de-Bordeaux auf.

## Liste der Objekte
| Bezeichnung                   | Beschreibung                                          | Standort                       | Kennzeichnung | Schutzstatus | Datum | Bild           |
| ----------------------------- | ----------------------------------------------------- | ------------------------------ | ------------- | ------------ | ----- | -------------- |
| Weihwasserbecken              | Stein, 17. Jahrhundert                                | in der Kirche St-Martin (Lage) | PM33000446    | Classé       | 1908  |                |
| Ölgemälde Anbetung der Hirten | 19. Jahrhundert                                       | in der Kirche St-Martin (Lage) | PM33001661    | Inscrit      | 1988  |                |
| Taufbecken                    | Stein, 1637                                           | in der Kirche St-Martin (Lage) | PM33000447    | Classé       | 1908  | weitere Bilder |
| Skulptur Madonna mit Kind     | Holz und Gips, polychrom gefasst, 18./19. Jahrhundert | in der Kirche St-Martin (Lage) | PM33001660    | Inscrit      | 1988  |                |